# Julianabrug (Groningen)
De Julianabrug in Groningen is een brug over het Noord-Willemskanaal direct naast Knooppunt Julianaplein, onderdeel van de N7. Direct ten zuiden van de brug ligt het botenhuis van de Algemene Groninger Studenten Roeivereniging Gyas. De brug is geopend tegelijkertijd met de Ring Groningen tussen de Paterswoldseweg en voormalig knooppunt Europaplein.
De brug is 3,2 meter hoog en heeft een beweegbaar deel waar 7 rijstroken met een totale breedte van 31 meter overheen lopen. Dit zijn 3 stroken richting Drachten, 3 stroken vanuit deze richting en een afslag naar de A28 richting Assen. Onder de brug door loopt het Noord-Willemskanaal met een doorvaartbreedte van 8 meter. Direct ten oosten van de brug, parallel aan het kanaal, lopen twee tunnels: een van het Emmaviaduct naar de A28 en een van de Brailleweg naar De Wijert.
Vanaf 2018 wordt er gewerkt aan de zuidelijke ringweg. Hierbij wordt de weg gedeeltelijk verdiept en wordt Knooppunt Julianaplein volledig ongelijkvloers. Om dit laatste mogelijk te maken, zou de brug verhoogd worden naar 5,4 meter boven het water in plaats van 3,2 meter. De nieuwe brug wordt vast, krijgt een doorvaartbreedte van 10 meter en wordt verbreed van 7 naar 9 rijstroken.